# Suchodoły (powiat krasnostawski)

Herb Sas Teresy z Błażowskich

Herb Hilzen

Suchodoły – wieś w Polsce położona w województwie lubelskim, w powiecie krasnostawskim, w gminie Fajsławice.
Wieś stanowi sołectwo gminy Fajsławice.  Według Narodowego Spisu Powszechnego (III 2011 r.) wieś liczyła 778 mieszkańców.

## Historia
Pierwsza wzmianka o tej miejscowości pochodzi z roku 1359. Wieś szlachecka położona była w drugiej połowie XVI wieku w powiecie lubelskim województwa lubelskiego. W XVI i XVII dobra te należały do rodu Suchodolskich herbu Janina. Z ich inicjatywy, Suchodoły stają się ważnym ośrodkiem wyznania ruchu braci polskich na Lubelszczyźnie. W 1569 r. Mikołaj Suchodolski z Suchodołów został najwyższym intendentem braci polskich w Polsce. W 1816 własność Jan Sława Hakenszmita (Hakenshmidta). Następnie jego żony Teresy z Błażowskich, która po śmierci Jana w 1823 r. wyszła za Antoniego Wierzbickiego.
W latach 1975–1998 miejscowość należała administracyjnie do województwa lubelskiego.

## Zabytki
Parterowy dworek kryty dachem czterospadowym wybudowanym w 1816 r. Od frontu portyk z czterema kolumnami doryckimi podtrzymującymi trójkątny fronton z dwoma herbami: Hilzen (po lewej) i Sas Teresy z Błażowskich żony Jan Hakenszmita (po prawej) i datą 1816 r. Obecnie będący własnością prywatną. Jest on częścią zespołu parkowo-pałacowego z przełomu XVIII-XIX w. W skład zespołu wchodzą też: czworak z przełomu XVIII i XIX w., spichlerz zbudowany po 1816 roku oraz dwie piwnice z początku XIX w.

## Urodzeni
- Tomasz Wierzbicki (żołnierz) (1827-1896), właściciel majątku Suchodoły